# Dalby (Skåne)
 For alternative betydninger, se Dalby. (Se også artikler, som begynder med Dalby)
Dalby er en landsby i Skåne i det sydlige Sverige.
Dalby har 6.969 (2023) indbyggere og ligger i Lund kommune i Skåne län, ca. 10 km sydøst for Lund. I byen ligger Dalby kirke, Nordens ældste stenkirke. Tæt ved den vestlige ende af byen ligger Dalby Söderskog Nationalpark.
I 1060 anlagde Svend Estridsen et religiøst center i Dalby, og hans søn Harald 3. Hen blev begravet her 1080. Dalby bispedømme blev udskilt fra Roskilde bispedømme i 1060. Allerede i 1066 blev området lagt ind under Lund Stift.

## Historie
Dalby har gamle rødder og har siden hedensk tid udgjort et vigtigt mødested på Lund-sletten. Måske var pladsen en konkurrent til Lund og Uppåkra om at blive det dominerende magtcenter i det sydvestlige Skåne i 1000-talet.
Helligkorskirken i Dalby grundlagdes i 1060, og dele i den nuværende kirke stammer herfra. Frem til 1066 var Dalby bispesæde, inden dette flyttedes til Lund. Biskop Egino var biskop her. Navnet Eginogården på forsamlingshjemmet refererer til biskoppen. Nær kirken findes også Kungsgården.
Efter Dalby stift gik op i Lunds stift med Lund som hovedsæde svandt Dalby i lighed med Uppåkra stadig mere ind. Efter udskiftningen i begyndelsen af 1800-tallet fandtes endnu kun fire gårde tilbage i byen.
Byen udviklede sig til et stationssamhälle (stationsby) efter tilkomsten af Malmö-Tomelilla Järnväg (MöToJ), som nåede Dalby i 1892 og Tomelilla i 1893. MöToJ sammenlagdes i 1896 med Simrishamn-Tomelilla Järnväg (CTJ) til Malmö-Simrishamns Järnväg (MSJ). MSJ byggede også en baneforbindelse fra Dalby via Torna Hällestad og Harlösa til Bjärsjölagård, hvilken blev færdig i 1911. MSJ blev overtaget af staten i 1943, og i 1955 ophørte persontrafikken Dalby-Bjärsjölagård og 1970 Malmö-Dalby-Tomelilla. Godstrafik Malmö-Dalby-Harlösa fandtes indtil 1983 og på Malmö-Dalby-Önneslöv til 1987.
Dalby var også en kirkeby i Dalby socken (Dalby sogn) og indgik efter kommunreformen 1862 i Dalby landskommun. I denne indrettedes 7. november 1941 Dalby municipalsamhälle som opløstes 31. december 1954.
Dalby voksede kraftigt siden 1970-erne og udgør i dag en pendlingsby tilknyttet Malmö og Lund.

### Befolkningsudvikling[1]
| År   | Indbyggertal | Areal |
| ---- | ------------ | ----- |
| 1960 | 1.460        |       |
| 1965 | 2.406        |       |
| 1970 | 2.948        |       |
| 1975 | 4.013        |       |
| 1980 | 4.410        |       |
| 1990 | 5.370        | 291   |
| 1995 | 5.452        | 304   |
| 2000 | 5.469        | 319   |
| 2005 | 5.517        | 319   |
| 2010 | 5.708        | 329   |